# Ярошевич, Анджей
А́нджей Яроше́вич (пол. Andrzej Jaroszewicz; род. 12 мая 1938, Бяла-Подляска, Польша) — польский кинооператор. Известен по фильмам «На серебряной планете» (1987), «Баловень удачи» (1999), «Камо грядеши» (2001) и многолетним сотрудничеством с режиссёром Анджеем Жулавским. Член Польской Киноакадемии.

## Избранная фильмография
| Год  |   | Русское название      | Оригинальное название              | Роль               |
| ---- | - | --------------------- | ---------------------------------- | ------------------ |
| 1961 | ф | Комедианты            | Komedianty                         | помощник режиссёра |
| 1972 | ф | Дьявол                | Diabeł                             | оператор           |
| 1976 | ф | В середине лета       | W środku lata                      | оператор           |
| 1982 | ф | Спокойные годы        | Spokojne lata                      | оператор           |
| 1984 | ф | Публичная женщина     | La Femme publique                  | актёр              |
| 1988 | ф | На серебряной планете | Na srebrnym globie                 | оператор           |
| 1988 | ф | Лебединая песня       | Łabędzi śpiew                      | оператор           |
| 1989 | ф | Борис Годунов         | Boris Godounov                     | оператор           |
| 1990 | ф | Декалог 8             | Dekalog, osiem                     | оператор           |
| 1991 | ф | Голубая нота          | La Note bleue                      | оператор           |
| 1993 | ф | Энак                  | Enak                               | оператор           |
| 1995 | ф | Поезд свободы         | Les Milles: Le train de la liberte | оператор           |
| 1996 | ф | Шаманка               | Szamanka                           | оператор           |
| 1999 | ф | Баловень удачи        | Fuks                               | оператор           |
| 2000 | ф | Байланд               | Bajland                            | оператор           |
| 2001 | ф | Камо грядеши          | Quo Vadis                          | оператор           |
| 2001 | ф | Триумф пана Кляксы    | Tryumf pana Kleksa                 | оператор           |